# Brady (entreprise)
Pour les articles homonymes, voir Brady.
Brady Corporation est une entreprise américaine qui conçoit, fabrique et commercialise des solutions de sécurité.
Elle est cotée au New York Stock Exchange.

## Principaux actionnaires
Liste au 23 novembre 2019:
| The Vanguard Group                   | 10,8% |
| SSgA Funds Management                | 7,88% |
| JPMorgan Investment Management       | 5,24% |
| Renaissance Technologies             | 4,73% |
| Dimensional Fund Advisors            | 3,58% |
| BlackRock Fund Advisors              | 2,92% |
| Vaughan Nelson Investment Management | 2,75% |
| Elizabeth P. Pungello                | 2,37% |
| Daruma Capital Management            | 2,31% |
| Barrow, Hanley, Mewhinney & Strauss  | 2,22% |